# Dipturus pullopunctatus
Dipturus pullopunctatus  (лат.) — вид хрящевых рыб семейства ромбовых скатов отряда скатообразных. Обитают в субтропических водах юго-восточной части Атлантического океана между  23° ю. ш. и 35° ю. ш . Встречаются на глубине до 457 м. Их крупные, уплощённые грудные плавники образуют диск в виде ромба со удлинённым и заострённым рылом. Максимальная зарегистрированная длина 94 см. Откладывают яйца. Не являются объектом целевого промысла.

## Таксономия
Впервые вид был научно описан в 1964 году как Raja pullopunctata. Видовой эпитет происходит от слов лат. pullus — «темный» и лат. punctatum — «покрытый точками». Голотип представляет собой неполовозрелого самца длиной 20,5 см, пойманного у побережья ЮАР (33°51′ ю. ш. 25°44′ в. д.) на глубине 182 м.    

## Ареал
Эти демерсальные скаты обитают у побережья ЮАР и Намибии. Встречаются на внешнем крае континентального шельфа и в верхней части материкового склона на глубине от 50 до 457 м, в основном между 100 и 300 м.

## Описание
Широкие и плоские грудные плавники этих скатов образуют ромбический диск с удлинённым рылом и закруглёнными краями. На вентральной стороне диска расположены 5 жаберных щелей, ноздри и рот. На длинном хвосте имеются латеральные складки. У этих скатов 2 редуцированных спинных плавника и редуцированный хвостовой плавник. Максимальная зарегистрированная длина 94 см. Окраска дорсальной поверхности коричневого цвета, у основания грудных плавников имеются тёмные пятна, вентральная поверхность серая, покрыта многочисленными чёрными порами. Хвост довольно толстый, его длина почти равна длине диска. В затылочной области имеются шипы, на дорсальной поверхности до первого спинного плавника пролегает срединный ряд шипов. Кожа при поимке очень скользкая. 

## Биология
Подобно прочим ромбовым эти скаты откладывают яйца, заключённые в жёсткую роговую капсулу с выступами на концах. Эмбрионы питаются исключительно желтком. Рацион взрослых скатов состоит из костистых рыб, крабов, креветок, двустворчатых моллюсков и каракатиц. 

## Взаимодействие с человеком
Эти скаты не являются объектом целевого лова, однако попадаются в качестве прилова при промысле мерлузы тралами и ярусами. Международный союз охраны природы присвоил виду охранный статус «Вызывающий наименьшие опасения».